# Strażnik (wieś)
Strażnik – wieś w Polsce położona w województwie świętokrzyskim, w powiecie buskim, w gminie Solec-Zdrój.
| SIMC    | Nazwa                | Rodzaj  |
| ------- | -------------------- | ------- |
| 0271058 | Konstantynów-Kolonia | kolonia |

W latach 1975–1998 miejscowość administracyjnie należała do województwa kieleckiego.
Przez wieś przechodzi  zielony szlak turystyczny z Wiślicy do Grochowisk.